# Orinocosa securifer
Orinocosa securifer is een spinnensoort in de taxonomische indeling van de wolfspinnen (Lycosidae).
Het dier behoort tot het geslacht Orinocosa. De wetenschappelijke naam van de soort werd voor het eerst geldig gepubliceerd in 1905 door Albert Tullgren.